# Compétence des juridictions françaises
Pour les articles homonymes, voir Compétence.
 (novembre 2014).
La compétence des juridictions françaises est la capacité ou non pour un tribunal à juger d'une affaire.
Les trois principales compétences à considérer sont relatives à l'ordre de la juridiction, s'il s'agit d'une affaire civile, pénale ou administrative, la compétence relative au montant de l'affaire, essentiellement en matière civile et la compétence territoriale.
D'autres notions peuvent également être vérifiées, par exemple si un pourvoi en appel ou en cassation est ou non ouvert, ainsi que certaines exceptions.

## Les principes de compétence
Il existe tout d'abord une grande division qui s'appelle la summa divisio. C'est la division de la justice en deux ordres: l'ordre judiciaire qui va intervenir en général pour toutes les affaires contentieuses entre deux personnes privées et l'ordre administratif qui va intervenir en général pour les affaires concernant une personne privée et une personne publique.
Au sein de l'ordre judiciaire on distingue le droit pénal et civil. Le droit pénal est une matière qui va mettre en jeu les libertés des individus les plus fondamentales. Il est donc nécessaire qu'il respecte une procédure visant à garantir les libertés et principes fondamentaux des libertés et droits des individus. Cependant appartenant au même ordre, un tribunal pénal pourra pour des raisons pratiques juger dans une affaire, de la matière civile et de la matière pénale. Par exemple : pour un accident de la circulation, on va juger une infraction pour l'alcoolémie qui relèvera du pénal, mais les indemnités attribuées à une partie relèveront du civil.
En ce sens, l'article 5-1 du Code de procédure pénale permet à une partie civile d'exercer des recours en référé indépendamment devant une juridiction civile.
Dans l'ordre judiciaire, on distingue les juridictions de droit commun et les juridictions d'exception.
La loi confère des compétences différentes aux diverses juridictions selon deux critères :
- La compétence d'attribution (en latin : ratione materiae) qui va permettre de déterminer la juridiction compétente, savoir si c'est une juridiction de droit commun ou spéciale, selon la nature du litige, ou encore quel tribunal sera compétent selon le montant du litige (appelé aussi taux de compétence ou taux de ressort).
- La compétence territoriale (en latin : ratione loci) qui va déterminer la compétence d'une juridiction sur le plan géographique. Ce ressort dans lequel sera compétent une juridiction a pour principe, que le tribunal compétent sera celui du lieu de résidence habituelle du défendeur. Cependant il peut y avoir des exceptions à ce principe, par exemple pour une affaire qui porterait sur un immeuble (une maison), dans ce cas le tribunal compétent sera celui du lieu où est situé l'immeuble.

Il faut y ajouter les règles de compétences internationales.

### Selon la nature du procès

#### Juridictions civiles
Le tribunal de grande instance est la juridiction de droit commun.
- Compétence générale : il a une compétence de principe pour connaître de toutes les affaires pour lesquelles la compétence n'est pas expressément attribuée à une autre juridiction, en raison de la nature de l'affaire ou du montant de la demande.
- Compétences spéciales : compétence exclusive pour tout ce qui concerne
  - la filiation (légitime, naturelle ou adoptive);
  - les droits d'auteurs
  - la déclaration d'absence;
  - le divorce;
  - les successions et régimes matrimoniaux;
  - les actions en revendication de propriété immobilière;
  - la demande d'annulation des délibérations d'une assemblée générale de copropriété;
  - les baux commerciaux (sauf en matière de loyer commercial).
- Compétence spéciale du président du tribunal de grande instance
  - ordonnances de référé;
  - ordonnances sur requête;
  - juge des loyers commerciaux;
  - juge de l'exécution (JEX).
- Compétence des juges uniques du tribunal de grande instance
  - juge aux affaires familiales;
  - juge des enfants;
  - juge de l'expropriation;
  - juge de la mise en état (JME).

On appelle une « juridiction d'exception » un tribunal qui déroge à la règle de la compétence du TGI. Les principaux sont :
- Tribunal d'instance (TI)
- Tribunal de commerce
- Conseil des prud'hommes (CPH)
- Tribunal paritaire des baux ruraux
- Tribunal des affaires de Sécurité sociale
- Juge de l'expropriation

#### Justice administrative
- Le tribunal administratif est le juge de droit commun en contentieux administratif, cela signifie que tous les litiges administratifs tombent sous sa compétence sauf si une disposition spéciale déroge à ce principe en attribuant la compétence à une autre juridiction.
- La cour administrative d'appel et le Conseil d'état, outre leur rôle de juridiction d'appel et de cassation, ont des compétences spécifiques.
- juridictions spécialisées par matière
  - La Cour des comptes;
  - La Cour de discipline budgétaire et financière;
  - Les Chambres régionales des comptes et les chambres territoriales des comptes (CRTC);
  - Commission centrale d'aide sociale;
  - Conseil national de l'enseignement supérieur et de la recherche;
  - Conseils de l'Ordre des médecins;
  - La Cour nationale du droit d'asile.

### Selon la valeur du litige
- Le taux de compétence est le taux ce qui va déterminer la juridiction appelée à connaître du litige en fonction de la valeur de la demande. Mais ce critère ne sert qu'à départager les compétences générales du tribunal de grande instance, d'Instance et du juge de proximité, pas lorsqu'un tribunal a une compétence spéciale ou exclusive en fonction de la nature de l'affaire. Ce critère n'existe pas en matière de justice administrative.
  - Le tribunal d'instance pour les litiges jusqu'à 10 000 €
  - Le tribunal de grande instance pour les litiges au-dessus de 10 000 €.

Lors de l'évaluation de la valeur du litige, différentes hypothèses peuvent se présenter.
- Un demandeur unique contre un seul adversaire
  - s'il y a une seule demande, la valeur du litige s'apprécie d'après le montant de la demande.
  - s'il y a plusieurs demandes fondées sur des faits différents, le taux de ressort est déterminé par la valeur de chaque prétention considérée isolément.
  - s'il y a plusieurs demandes fondées sur les mêmes faits ou des faits connexes, le taux de ressort dépend de la valeur totale des prétentions.
- Pluralité de parties : Pour déterminer la valeur en litige, il faut voir s'il existe ou non un « titre commun », par exemple plusieurs personnes agissant ensemble contre une même personne en vertu de contrats identiques, mais distincts ; ou encore un contrat similaire pour plusieurs personnes.
  - en cas d'absence de titre commun : le taux de compétence s'apprécie à l'égard de chaque demandeur par la valeur de ses prétentions.
  - en cas de titre commun : le taux de compétence est déterminé pour l'ensemble des prétentions par la plus élevée d'entre elles.

### La compétence territoriale
Après avoir déterminé devant quel type de tribunal le litige devait être porté, il faut choisir la juridiction en fonction de sa localisation géographique, ce que l'on appelle le ressort.

#### Justice civile

##### La règle de principe dite «du domicile du défendeur»
La règle de principe est la compétence territoriale du tribunal du lieu où le défendeur a son domicile.
- s'il y a plusieurs défendeurs domiciliés dans le ressort de plusieurs tribunaux : le demandeur peut choisir le tribunal du lieu où demeure l'un quelconque des défendeurs.
- si le défendeur n'a pas de domicile ou de résidence connus en France, le demandeur peut saisir le tribunal du lieu où il demeure lui-même.
- si le demandeur n'a pas lui-même de résidence en France et habite à l'étranger, il peut saisir le tribunal de son choix.

Lorsque le défendeur est une personne morale, le domicile du défendeur est en principe le siège social.
La compétence territoriale est une règle stricte : tout juge irrégulièrement saisi doit d'office prononcer son incompétence.

##### Les exceptions à la règle
Dans certains domaines, le demandeur peut choisir de ne pas appliquer la règle du « domicile du défendeur » :
- En matière contractuelle : tribunal du lieu de livraison effective de la chose ou du lieu d'exécution de la prestation de service.
- En matière délictuelle : tribunal du lieu où la faute entraînant le préjudice a été effectuée ou celui du lieu où le dommage a été effectivement subi.
- En matière d'aliments ou de contribution aux charges du mariage (pensions alimentaires) : tribunal du lieu où demeure le créancier d'aliments,
- En matière de taux de compétence attribué selon le montant du litige, si l'exception de procédure n'est pas soulevée avant toute défense au fond[3] l'accord tacite des parties autorise le tribunal à trancher le fond comme en dispose le premier alinéa de l'article 41 du Code de procédure civile[4].
- En matière de litige affectant un consommateur l’article R. 631-3 du code de la consommation prévoit que le consommateur peut choisir de s'en remettre aux compétences habituelles prévues par le code de procédure civile mais a le droit d'imposer, d'une part, la compétence territoriale de la juridiction du lieu où il demeurait au moment de la survenance du fait dommageable (par exemple défaillance d'un appareil photos sur le lieu de ses vacances) ou, d'autre part, le lieu où il demeurait lors de la conclusion du contrat (par exemple le lieu où il se trouvait lorsqu'il a signé électroniquement sur un ordinateur un contrat dématérialisé)[5].
- En matière de litige lié aux indemnités dues par l'assureur l'article R114-1 du code des assurances prévoit que la juridiction territorialement compétente est celle du domicile de l'assuré et non pas de l'assureur[6].

Dans d'autres domaines, le tribunal compétent est obligatoirement défini selon les règles suivantes :
- En matière de bail d'habitation, de dommages aux champs et d'action possessoire : lieu de situation de l'immeuble.
- En matière de bail commercial : lieu de situation de l'immeuble.
- En matière de succession : lieu d'ouverture de la succession
- En droit pénal : lieu de commission de l’infraction, ou lieu de détention ou lieu d'arrestation[7].
- En droit du travail : lieu de travail ou lieu du siège social de l'employeur ou, si le salarié travaille à domicile, le lieu de son domicile
- En matière de propriété intellectuelle, dans les cas et conditions prévus par le Code de la propriété intellectuelle, un TGI est spécialement désigné[8].

Enfin, en matière gracieuse, c'est-à-dire en absence de partie adverse, le juge a la possibilité de se déclarer territorialement incompétent. Toutefois, l'application de cet article est facultative,.

##### La compétence internationale
- En matière de droit privé[12]
- Dans le domaine du droit commercial[13].

#### Justice administrative
En principe, le tribunal administratif territorialement compétent est celui dans le ressort duquel a légalement son siège l'autorité qui a pris la décision attaquée ou a signé le contrat litigieux.
Toutefois des exceptions figurent aux articles R.312-6 à R.312-17 du Code de justice administrative.

## Les exceptions aux principes

### La prorogation légale de compétence
Dans l'hypothèse où une juridiction est régulièrement saisie d'une demande principale mais que, au cours du procès, surviennent d'autres questions litigieuses qui ne sont pas de sa compétence, il peut s'agir de moyens de défense soulevés par le défendeur pour répondre à la demande initiale ou encore de demandes incidentes.

#### Moyens de défense
Le principe est le suivant : « le juge de l'action est le juge de l'exception », ainsi, le juge, saisi de la demande initiale, pourra connaître pleinement des moyens de défense.
Cependant, la juridiction ne peut pas connaître des moyens de défense qui soulèveraient une question relevant de la compétence exclusive d'une autre juridiction. Cette question préjudicielle devra être tranchée par la juridiction compétente et la juridiction saisie devra sursoir à statuer sur le litige jusqu'à ce que cette question soit tranchée. Pouvant être source de retard, ces questions préjudicielles sont limitées en deux catégories :
- Les questions préjudicielles générales ; concernent les questions relevant de la compétence d'un autre ordre de juridiction (exemples : question préjudicielle d'ordre pénal où « le pénal tient le civil en l'état » / question préjudicielle d'ordre administratif avec la jurisprudence Sept Fonds, 1923)
- Les questions préjudicielles spéciales : concernent les questions relevant de la compétence exclusive, matérielle ou territoriale d'une autre juridiction civile.

#### Demandes incidentes ou connexes
L'hypothèse est celle d'une juridiction saisie d'une demande principale où, au cours du procès, sont formées de nouvelles demandes, les demandes incidentes. L'article 51 du Code de procédure civile opère une distinction entre les juridictions de droit commun et les juridictions d'exception.
Le TGI, en tant que juridiction de droit commun aura vocation à connaître de toutes les demandes incidentes sauf si celles-ci relèvent de la compétence exclusive d'une autre juridiction tandis que les juridictions d'exception ne peuvent connaître que des demandes incidentes qui entrent dans leur compétence d'attribution. Il existe cependant une exception permettant au tribunal d'Instance ou au Juge de Proximité de connaître d'une demande reconventionnelle en dommages et intérêts dépassant son taux de compétence de 10 000 €, si elle est fondée exclusivement sur la demande initiale.

### La prorogation conventionnelle ou volontaire de compétence

#### Prorogation de la compétence d'attribution
Aucun texte n'interdit formellement une prorogation conventionnelle de compétence d'attribution. Néanmoins, les règles de compétence relatives aux ordres et degrés de juridiction sont d'ordre public. Ainsi, tout accord créant un second degré de juridiction, si la loi n'en a prévu qu'un seul ou, tout accord donnant compétence à une juridiction civile dans une matière relevant des juridictions pénales ou administratives, serait nul et l'incompétence absolue.
En revanche, la volonté des parties peut supprimer un second degré de juridiction notamment en renonçant à l'appel.
Il apparaît pourtant, par la lecture d'autres textes, qu'il est possible conventionnellement de donner compétence à une juridiction matériellement incompétente en raison de la nature ou de la valeur du litige.
Il est possible de soumettre au tribunal de grande instance un litige qui relèverait normalement de la compétence d'une juridiction d'exception sauf si ce litige relève de la compétence exclusive d'une juridiction.

#### Prorogation de la compétence territoriale
Consiste à insérer dans un contrat des clauses attributives de compétence. Devenues des clauses de style dans beaucoup de contrats, l'article 48 du Code de procédure civile a restreint leur champ d'application; elles seront nulles et réputées non écrites par principe et admises par exception si deux conditions sont réunies :
- Ces clauses ne peuvent être convenues qu'entre personnes ayant contractées en qualité de commerçant.
- Ces clauses doivent apparaître de manière apparente dans l'engagement de la personne à qui on va l'opposer.

## Le règlement des incidents de compétence

### L'exception d'incompétence
A – Conditions d’invocation
B - Décision de la juridiction de première instance
C - Recours contre la décision de première instance
- Contredit
- Appel

### Les conflits de compétence
A – La litispendance
B – La connexité
C – La séparation des pouvoirs
D - Le conflit de juridictions
E - Le tribunal des conflits